# Woodbridge Nathan Ferris
Woodbridge Nathan Ferris (Spencer, 1853. január 6. – Washington, 1928. március 23.) az Amerikai Egyesült Államok szenátora (Michigan, 1923–1928).